# Грешта, Пётр Николаевич
Пётр Никола́евич Гре́шта (14 апреля 1949, Львов, Украинская ССР, СССР) — советский гребец-байдарочник, выступал за сборную СССР в первой половине 1970-х годов. Чемпион мира, трёхкратный чемпион национальных первенств. На соревнованиях представлял спортивное общество «Трудовые резервы», заслуженный мастер спорта СССР (1973).

## Биография
Пётр Грешта родился 14 апреля 1949 года во Львове. Активно заниматься греблей начал в раннем детстве, проходил подготовку в местной специализированной детско-юношеской школе олимпийского резерва № 1, позже присоединился к добровольному спортивному обществу «Трудовые резервы». Первого серьёзного успеха добился в 1970 году, когда на взрослом всесоюзном первенстве вместе с одноклубником Валерием Городецким выиграл золотую медаль в гонке байдарок-двоек на дистанции 500 метров. Год спустя повторил это достижение и, попав в основной состав советской национальной сборной, побывал на чемпионате мира в югославском Белграде, откуда привёз медаль бронзового достоинства, полученную в той же дисциплине.
В 1973 году благодаря череде удачных выступлений Грешта удостоился права защищать честь страны на мировом первенстве в финском Тампере — в составе двухместного экипажа, куда также вошёл белорусский гребец Николай Хохол, одолел всех соперников на полукилометровой дистанции и стал, таким образом, чемпионом мира. За это достижение по итогам сезона удостоен почётного звания «Заслуженный мастер спорта СССР». В следующем сезоне в третий раз завоевал титул национального чемпиона в программе двухместных байдарок на дистанции 500 метров. Вскоре после этих соревнований перестал попадать в основной состав национальной команды и принял решение завершить карьеру спортсмена.
Ныне проживает в родном Львове, занимается общественной деятельностью.